# Doru Borobeică
Doruleț Borobeică (n. 21 ianuarie 1963, București), mai cunoscut ca Doru Borobeică sau „Boro”, este un basist român de muzică rock, membru al formației Iris începând din anul 1984. După scindarea din 2017 a formulei clasice Iris, continuă să activeze cu aripa Iris Cristi Minculescu, Valter & Boro.

## Activitate muzicală
La începutul lui 1981, Doru Borobeică, alături de alți trei tineri muzicieni – Bogdan Blaga (voce), Cristi „Gagore” Diaconu (chitară) și Doru „M.S.” Istudor (baterie) – repetă la Clubul Sindicatelor de Construcții din București. Sunt remarcați de chitaristul Gabriel Nacu, care le propune să i se alăture și să reînființeze Harap-Alb, formație cunoscută pe scena rock bucureșteană, cu care își făcuse debutul solistul Cristian Minculescu în 1978. Cu Harap-Alb au loc repetiții cel puțin câte 4-5 ore zilnic la Titan Club și apar compoziții noi precum „Om la toate” și „M-am ascuns în noapte”, piese înregistrate în studioul muzical al Televiziunii Române. A doua dintre ele, într-o variantă de concert din martie 1981, reprezintă cea mai veche înregistrare cu Doru Borobeică la bas existentă în prezent. După doar câteva luni de activitate, Borobeică pleacă în armată, fiind înlocuit în trupă de Horațiu Rad.
La începutul lui 1983 se alătură grupului Voltaj înființat în luna septembrie a anului precedent de chitaristul compozitor Adrian Ilie și de Cristi Minculescu (plecați din Iris). Aici este din nou coleg cu Gabi Nacu, dar și cu Sanda Lăcătușu, cea care a luat locul lui Minculescu la microfon, după revenirea acestuia la Iris. Are loc un turneu cu Cenaclul Flacăra (condus de poetul Adrian Păunescu). La terminarea turneului însă, Nacu, Borobeică și Sanda Lăcătușu nu mai continuă activitatea cu Voltaj, iar trupa se desființează în scurt timp. La sfârșitul lui 1983, Doru Borobeică, împreună cu Sanda Lăcătușu, Sorin Weissman și Doru Istudor, formează grupul Caro cu scopul de a colabora cu Cenaclul Flacăra. Însă acest proiect eșuează după puțin timp, iar anul 1984 îl găsește pe Borobeică repetând cu Sui Generis, unde este coleg cu chitaristul Mihai Alexandru.
În noiembrie 1984 Borobeică este cooptat în Iris. În momentul intrării sale în Iris, trupa reprezenta deja un nume solid în rock-ul românesc, având peste șapte ani de existență, un album lansat și sute de concerte la activ. Componența Iris era: Dan Bittman (solist vocal), Adrian Ilie și Nuțu Olteanu (chitare), Nelu Dumitrescu (baterie). Borobeică l-a înlocuit în Iris pe Mihai (Marty) Popescu, plecat la Holograf. Începând cu 1984, aproape întreaga activitate muzicală a lui Doru Borobeică este legată de Iris. După revenirea lui Minculescu în formație, în februarie 1985, și după sosirea lui Valter Popa, un an mai târziu, componența se stabilizează. În 1986 au loc imprimări în studiourile Radiodifuziunii, fiind trase piesele „Doar pacea” și „Strada ta”. Acestea sunt primele înregistrări Iris cu Borobeică la chitară bas. În 1987 apare Iris II, editat la casa de discuri Electrecord, al doilea album din catalogul Iris și primul cu Borobeică integrat în formație. În 1988 este lansat Iris III – Nu te opri!, însă în vară basistul părăsește formația (care era suspendată) și cântă pe perioada sezonului estival cu Voltaj '88 la Eforie Sud. De menționat că în acea vară activau pe litoral nu mai puțin de trei formații cu numele Voltaj. Borobeică cântă cu cea care îi reunea pe Bogdan Cristea (vocal), Manuel Savu (chitară), Florin Ionescu (baterie) și Eugen Sălceanu „Brebu” (clape, venit tot de la Iris). În septembrie, această formulă fuzionează cu cea a lui Amedeo Bolohoi, iar Borobeică își reia rolul de basist în Iris. În perioada în care a absentat din trupă, a fost suplinit de Nelu Popovici.
Imediat după Revoluție apare Iris IV. Urmează o serie discografică de peste 20 de albume Iris, toate înregistrate cu Doru Borobeică la bas. De asemenea, muzicianul contribuie și în calitate de compozitor (singur sau împreună cu ceilalți membri din trupă). Piesele Iris a căror muzică este semnată integral de Borobeică (conform informațiilor tipărite pe copertele discurilor) sunt: „Bolta nopții” (pe Iris III – Nu te opri!), „Vino iar” și „Lumea toată e a mea” (pe Iris IV), „Nopțile ce le-ai avut” (piesă la care a făcut și textul, apărută pe Lună plină). De asemenea, la albumul Lună plină, este coautor (împreună cu Mihai Godoroja) al melodiilor „Somn bizar”, „Omul nimeni”, „Nu vor (să meargă pe sârmă)”, „Ultimul mic dejun al lui Bon” și „Lună plină”.  Începând cu 1997, toate piesele Iris sunt declarate ca fiind compoziții comune ale tuturor membrilor. Pe lângă materialele discografice editate, Doru Borobeică a susținut cu Iris mii de concerte în toată țara și peste hotare.
În discografia Iris se găsesc câteva solouri de bas, realizate de muzician:
- „Salomeea” — pe albumul Iris Athenaeum (2000) și pe DVD-ul Iris Digital Athenaeum (2001), înregistrare live la Sala Palatului, București, 27 octombrie 2000.
- „Salomeea” — pe albumul I.R.I.S. 4Motion (2003), înregistrare de studio.
- „Gugulandia” — pe albumul I.R.I.S. 4Motion (2003), înregistrare de studio.
- „Trilogia: Belgischer Kreisel; Salomeea; Il Pirata” — pe DVD-ul Iris Aeterna – Dăruind vei dobândi (2010), înregistrare live la Sala Polivalentă, București, 8 octombrie 2009.

La sfârșitul lunii august 2017, trei vechi componenți Iris, Cristi Minculescu, Valter Popa și Doru Borobeică, părăsesc formația. În acest context, bateristul Nelu Dumitrescu anunță că grupul își va continua activitatea sub numele de Iris într-o componență diferită, însă este dat în judecată de foștii lui colegi pentru dreptul de folosință a mărcii Iris, înregistrată la OSIM de către Dumitrescu, în nume propriu, în anul 2005. În primă instanță, bateristul a pierdut procesul, judecătorii dispunând anularea mărcii. Ulterior, procesul a ajuns la Curtea de Apel București, fiind finalizat la începutul lunii iulie 2020 prin împăcarea părților după ce foștii colegi au ajuns la un compromis cu privire la folosirea mărcii Iris. Astfel, prin „contractul de tranzacție” depus în instanță, părțile au convenit cum va fi folosită marca Iris în continuare pentru a nu crea confuzie în rândul publicului. Conform înțelegerii, fiecare dintre părți are dreptul să folosească marca Iris: una dintre trupe va activa sub numele de Iris Cristi Minculescu, Valter & Boro, iar cealaltă sub denumirea de Iris Nelu Dumitrescu. În perioada de litigiu, cei trei muzicieni au cântat sub titulatura provizorie Bună Seara, Prieteni! și au lansat o serie de piese single: „Manifest”, „Învingători”, „Unde inima mea bate” (în colaborare cu Pacha Man), „Amintiri” și „Subteran”.
În paralel cu activitatea din Iris, Borobeică participă la realizarea albumului Obsesii al grupului Voltaj '88, reînființat cu Berti Barbera (solist vocal) și Manuel Savu (chitară). Discul apare în 1996 la Electrecord. Muzicianul înregistrează partiturile de bas la toate piesele și compune două dintre ele (muzică și text): „În mintea mea” și „Dorința”. Două decenii mai târziu, alături de aceiași Berti Barbera și Manuel Savu, Borobeică participă la proiectul Crossing Eternity – formație de heavy metal/power metal ce lansează albumul The Rising World (apărut în 15 iunie 2018).

## Distincții
Pe 5 octombrie 2007, într-o ceremonie desfășurată la Palatul Cotroceni, Doru Borobeică, împreună cu ceilalți patru membri ai trupei Iris, au fost decorați de Traian Băsescu, președintele României, cu Ordinul „Meritul Cultural” în grad de Cavaler „pentru contribuția adusă timp de 30 de ani la promovarea muzicii rock”. A fost pentru prima dată când în România șeful statului a acordat o astfel de decorație unei formații de muzică rock.